# Club Social y Deportivo Cooper
El Club Social y Deportivo Cooper es un equipo de fútbol de la ciudad de Montevideo, Uruguay, ubicado en el barrio Carrasco Norte. Fue fundado originalmente el 25 de agosto de 1937.
Refundado en 2021, Cooper fue subcampeón de la Primera División Amateur en 2023 y disputó en 2024 la Segunda División Profesional por primera vez en su historia.

## Historia
El Club Social y Deportivo Cooper fue fundado el 25 de agosto de 1937 en el montevideano barrio de Carrasco Norte, más precisamente en la calle que le da el nombre al equipo. La sede del club se ubica en Cooper 2343 esquina Fedra.
Cooper inauguró la efímera Primera División "D" en su fundación, en 1972. Participó de esta categoría durante 5 temporadas: en 1975 disputó la Liguilla de repechaje en busca del ascenso que no consiguió, algo que sí logró el año siguiente al salir campeón de la categoría. A partir de 1977 Cooper participó de la Primera "C" hasta desafiliarse después del campeonato de 1980.
Posteriormente el club se mantuvo en actividad social y participando deportivamente en otras competencias (en Ligas comerciales y especialmente en categorías pre-sénior o sénior), hasta regresar a la AUF 41 años después, para curiosamente otra vez inaugurar la nueva Divisional D en 2021. El equipo resurgió como Sociedad Anónima Deportiva a través de la inversión de Julio "Tito" Sierra, incorporando futbolistas de importante trayectoria como Jorge Zambrana, Mauro Vila, Martín "Indio" Rodríguez y Bruno Barreto. El conjunto de Carrasco Norte salió campeón de la primera edición en 2021 al derrotar a Paso de la Arena en la final por 4 a 0. Como en esa temporada no se otorgaron ascensos volvió a participar al año siguiente y nuevamente logró el título, venciendo en la final a Lito por penales, de esa manera se consagró bicampeón y ascendió a la "C".
En la primera participación en la Primera Amateur, Cooper logró el vicecampeonato entre 24 participantes, y de esa manera también el ascenso a la Segunda División Profesional, siendo la primera vez que este club accedió al profesionalismo.En Segunda sólo compitió un año, finalizando 12° entre 14 participantes; y debido al sistema de promedios, esto no fue suficiente para mantener la categoría.

## Uniforme
El uniforme tradicional de Cooper es camiseta verde con una franja horizontal blanca. En el retorno a la competencia en 2021 ha jugado preferentemente totalmente de negro, aunque también lo ha hecho completamente de blanco o de verde claro.
| Uniforme tradicional (1972-1980) | Siglo XXI (2021-actual) |  |

## Participaciones
Datos actualizados para la temporada 2025 inclusive.
- Temporadas en Primera División: 0
- Temporadas en Segunda División: 1 (2024)
- Temporadas en Tercera División: 6 (1977-1980 / 2023 / 2025-presente)
- Temporadas en Cuarta División: 7 (1972-1976 / 2021-2022)

### Copa AUF Uruguay
Copper participó de la primera edición de la Copa AUF Uruguay, con debut el 22 de junio de 2022 en el partido inicial de dicho torneo visitando a Tacuarembó de la Primera División Amateur. El resultado fue derrota frente al equipo local por 5 -1; el gol de Cooper fue marcado por Matthias Hernández a los 14 minutos.  
| Edición | Torneo                | Ronda           | PJ           | PG           | PE           | PP           | GF           | GC           | Dif.         | Pts.         | Rivales                       |
| ------- | --------------------- | --------------- | ------------ | ------------ | ------------ | ------------ | ------------ | ------------ | ------------ | ------------ | ----------------------------- |
| 1       | Copa AUF Uruguay 2022 | Fase Preliminar | 1            | 0            | 0            | 1            | 1            | 5            | -4           | 0            | Tacuarembó                    |
| 2       | Copa AUF Uruguay 2023 | Primera Fase    | 2            | 1            | 1            | 0            | 2            | 1            | +1           | 4            | Durazno Libertad (San Carlos) |
| 3       | Copa AUF Uruguay 2024 | No clasificó    | No clasificó | No clasificó | No clasificó | No clasificó | No clasificó | No clasificó | No clasificó | No clasificó | No clasificó                  |

## Palmarés
| Categoría | Títulos | Divisional                                        | Títulos    | Subcampeonatos |
| --------- | ------- | ------------------------------------------------- | ---------- | -------------- |
| Nivel 3   | 0       | Primera División Amateur                          |            | 2023           |
| Nivel 4   | 3       | Primera División "D"                              | 1976       |                |
| Nivel 4   | 3       | Divisional D (Segunda Div. Amateur Metropolitana) | 2021, 2022 |                |